# ユースティン・サラス
ユースティン・デルフィン・サラス・ゴメス （Youstin Delfín Salas Gómez、1996年6月17日 - ）は、コスタリカ・カリアリ出身のプロサッカー選手。コスタリカ代表。デポルティーボ・サプリサ所属。ポジションは、ミッドフィールダー。

## 経歴
2021年にコスタリカ代表デビュー2022 FIFAワールドカップのコスタリカ代表メンバー26名に招集された。

## 代表歴

### 出場大会
- コスタリカ代表
  - 2022 FIFAワールドカップ

### 試合数
- 国際Aマッチ 7試合 0得点（2021年-）[1]

| コスタリカ代表 | 国際Aマッチ | 国際Aマッチ |
| 年             | 出場        | 得点        |
| -------------- | ----------- | ----------- |
| 2021           | 1           | 0           |
| 2022           | 5           | 0           |
| 2023           | 1           | 0           |
| 通算           | 7           | 0           |